# Fan Kexin
Fan Kexin (Qitaihe, 19 september 1993) is een Chinees shorttrackster. Ze is gespecialiseerd op de 500 meter.

## Carrière
Op de 500 meter bij het wereldkampioenschap shorttrack won ze in 2011, 2012, 2015 en 2016 de wereldtitel. Ze wint daarnaast veel medailles in de wereldbeker shorttrack en maakt geregeld deel uit van de aflossingsploeg, onder meer op wereldkampioenschappen.
Bij het Shorttrack op de Olympische Winterspelen 2014 in Sotsji was Fan de grote favoriete op de 500 meter, maar werd uitgeschakeld in de halve finale en eindigde op de zesde plaats. Wel won ze zilver op de 1000 meter.
2022: Qu Chunyu, Fan Kexin, Wu Dajing, Ren Ziwei